# Hermannia abrotanoides
Hermannia abrotanoides là một loài thực vật có hoa trong họ Cẩm quỳ. Loài này được SCHRADER mô tả khoa học đầu tiên.